# Naobranchia wilsoni
Naobranchia wilsoni is een eenoogkreeftjessoort uit de familie van de Lernaeopodidae. De wetenschappelijke naam van de soort is voor het eerst geldig gepubliceerd in 1933 door Nigrelli.